# Hasiok (skała)

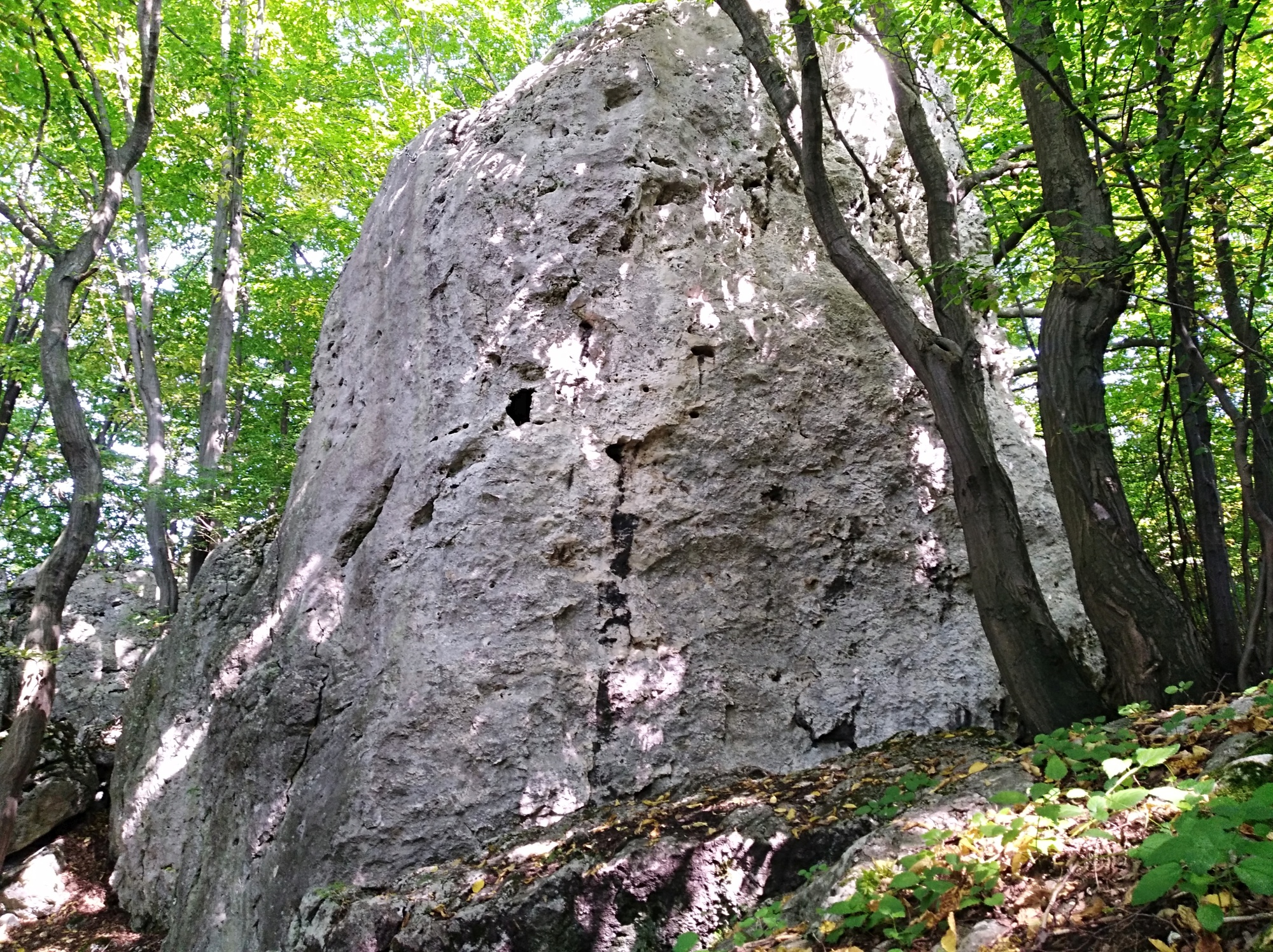

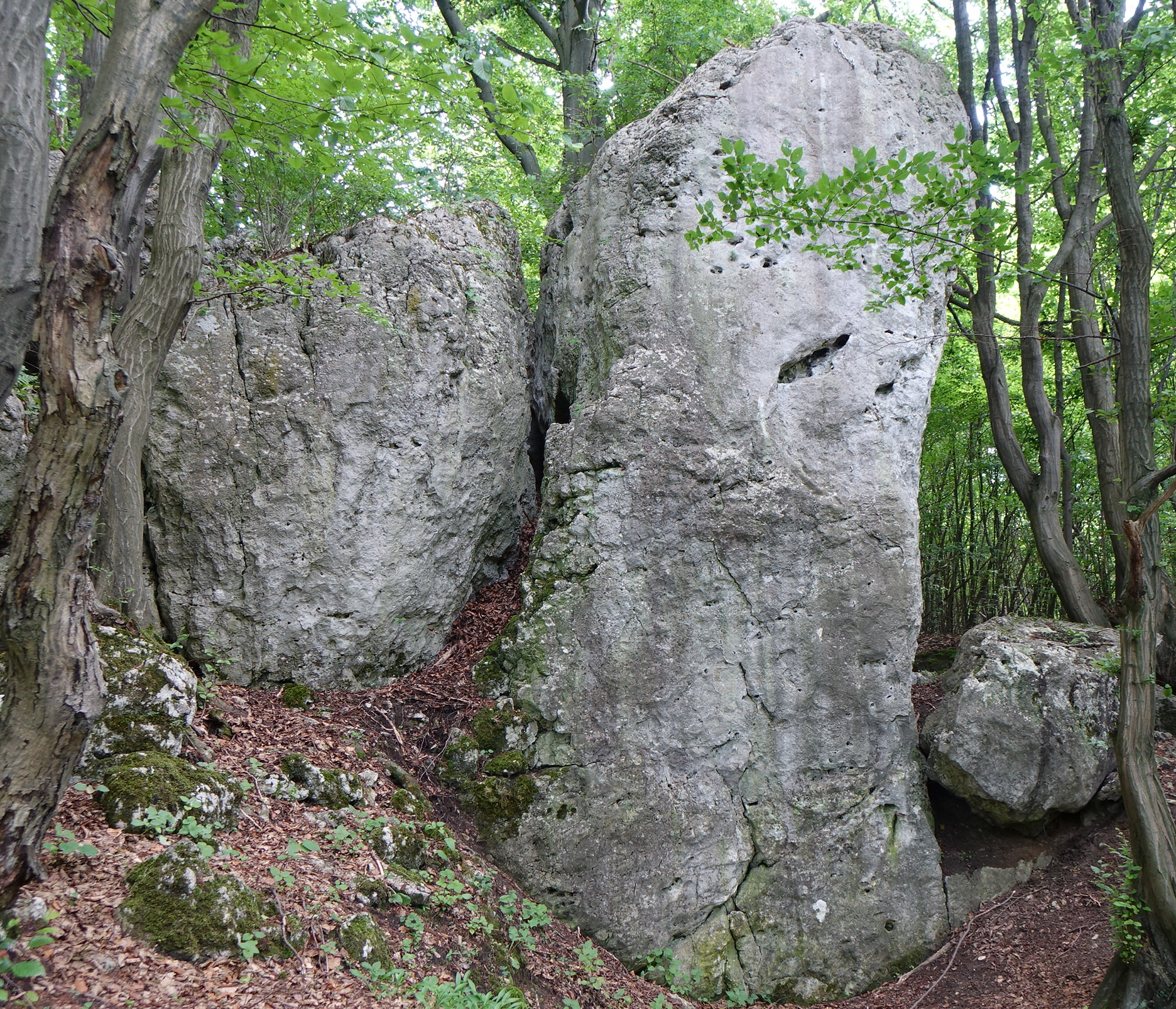

Hasiok – skała we wsi Trzebniów, w województwie śląskim, w powiecie myszkowskim, w gminie Niegowa. Znajduje się w lesie po zachodniej stronie drogi z Trzebniowa do Ludwinowa. Pod względem geograficznym jest to obszar Wyżyny Częstochowskiej.
Hasiok znajduje się w grupie skał Biały Murek u północnego podnóża wzniesienia Góra. Można do nich dojść odchodzącym od asfaltowej drogi przez wieś czerwonym Szlakiem Orlich Gniazd. Na pierwszym obniżeniu za wzniesieniem odchodzi od niego w lewo polna, piaszczysta droga. W odległości około 250 m od jej początku po jej lewej stronie znajdują się skały Biały Murek i Hasiok. Położone są w lesie w odległości około 100 m od drogi i są z niej niewidoczne.
Hasiok to pojedyncza skała, na której do 2021 r. poprowadzono 5 dróg wspinaczkowych o trudności od IV+ do VI+ w skali Kurtyki. Cztery z nich mają zamontowane stałe punkty asekuracyjne: ringi i stanowiska zjazdowe, na jednej wspinaczka tradycyjna (trad). Wśród wspinaczy skalnych skała jest średnio popularna.
1. Kapsel; V+, 3r + st
2. Biksa; VI+, 3r + st
3. Wariant „W”; VI+, 3r + st
4. Nylon bojtel; VI, 2r + st
5. Diagonalka; IV+, trad[4].